# كوبري محرم بك
كوبري محرم بك هو كوبري بمدينة الإسكندرية شمال مصر، من إنشاء شركة المقاولون العرب، يوجد في شارع قناة السويس وسط المدينة، يبلغ طوله 1.1 كم، ويتكون من ثلاثة حارات مرورية، يمر أعلى محور المحمودية، وخط سكة حديد مرسى مطروح، للكوبري مطلع ومنزل، ويربط بين كورنيش الإسكندرية شمالاً ووطريق القاهرة - الإسكندرية الصحراوي جنوبًا.